# Yoshihito Nishioka
Yoshihito Nishioka (jap. 西岡良仁 Nishioka Yoshihito; ur. 27 września 1995 w Tsu) – japoński tenisista, reprezentant w Pucharze Davisa, medalista igrzysk azjatyckich.

## Kariera tenisowa
Najwyżej sklasyfikowany w rankingu ATP Tour w singlu był na 24. miejscu (19 czerwca 2023), a w rankingu deblistów na 210. pozycji (1 lipca 2019).
W grze pojedynczej jest zwycięzcą trzech turniejów rangi ATP Tour z sześciu rozegranych finałów. Pierwszy triumf odniósł pod koniec września 2018 w Shenzhen, startując z eliminacji.
Od 2015 roku reprezentuje Japonię w Pucharze Davisa.
We wrześniu 2014 roku Nishioka zdobył złoty medal igrzysk azjatyckich w grze pojedynczej, gdzie pokonał w finale najwyżej rozstawionego Lu Yen-hsuna, oraz brązowy medal w grze drużynowej.

### Finały w turniejach ATP Tour
| Legenda                                      |
| -------------------------------------------- |
| Wielki Szlem                                 |
| Igrzyska olimpijskie                         |
| Tennis Masters Cup / ATP Finals              |
| ATP Masters Series / ATP Tour Masters 1000   |
| ATP International Series Gold / ATP Tour 500 |
| ATP International Series / ATP Tour 250      |

#### Gra pojedyncza (3–3)
| Końcowy wynik | Nr | Data                | Turniej      | Nawierzchnia | Przeciwnik            | Wynik finału     |
| ------------- | -- | ------------------- | ------------ | ------------ | --------------------- | ---------------- |
| Zwycięzca     | 1. | 30 września 2018    | Shenzhen     | Twarda       | Pierre-Hugues Herbert | 7:5, 2:6, 6:4    |
| Finalista     | 1. | 23 lutego 2020      | Delray Beach | Twarda       | Reilly Opelka         | 5:7, 7:6(6), 2:6 |
| Finalista     | 2. | 7 sierpnia 2022     | Waszyngton   | Twarda       | Nick Kyrgios          | 4:6, 3:6         |
| Zwycięzca     | 2. | 2 października 2022 | Seul         | Twarda       | Denis Shapovalov      | 6:4, 7:6(5)      |
| Finalista     | 3. | 26 września 2023    | Zhuhai       | Twarda       | Karen Chaczanow       | 6:7(2), 1:6      |
| Zwycięzca     | 3. | 28 lipca 2024       | Atlanta      | Twarda       | Jordan Thompson       | 4:6, 7:6(2), 6:2 |